# František Janda-Suk
František Janda-Suk (ur. 25 marca 1878 w Postřižínie, zm. 23 czerwca 1955 w Pradze) – czeski lekkoatleta, dyskobol i kulomiot, medalista olimpijski.
Zajął się uprawianiem sportu po rozpoczęciu nauki w gimnazjum w Pradze. Początkowo był to piłka nożna, ale pod wpływem doniesień prasowych o I igrzyskach olimpijskich w 1896 w Atenach Janda-Suk zainteresował się lekką atletyką: sprintem, pchnięciem kulą i rzutem dyskiem. Ówczesna technika rzutu dyskiem nie odpowiadała mu, zaczął więc jako pierwszy na świecie wykonywać obrót przed rzutem (co jest techniką stosowaną do tej pory). W marcu 1898 ustanowił rekord Europy wynikiem 34,53 m. Poprawił go w czerwcu 1900 na 35,65 m.
Na igrzyskach olimpijskich w 1900 w Paryżu Janda-Suk reprezentował Królestwo Czech. Zdobył srebrny medal w rzucie dyskiem wynikiem 35,14 m (wygrał Rudolf Bauer z Węgier z rezultatem 36,04 m). W 1901 Janda-Suk ustanowił kolejny nieoficjalny rekord Czech – 39,42 m. Potem zaprzestał na jakiś czas uprawiania wyczynowego sportu, ponieważ po ukończeniu studiów prawniczych na Uniwersytecie Karola podjął pracę w praskiej policji. Do sportu powrócił w 1905. Reprezentował Królestwo Czech na igrzyskach olimpijskich w 1912 w Sztokholmie. Zajął 15. miejsce w pchnięciu kulą i 17. miejsce w rzucie dyskiem.
Po powstaniu Czechosłowacji Janda-Suk był jej mistrzem w rzucie młotem w 1921 i 1924. Był chorążym reprezentacji Czechosłowacji na igrzyska olimpijskie w 1924 w Paryżu – 24 lata po zdobyciu przez niego medalu olimpijskiego. Nie zakwalifikował się jednak do finału rzutu dyskiem. Zakończył uprawianie sportu w 1927. Później pracował w biurze paszportowym, a także trenował młodych lekkoatletów.

## Rekordy życiowe
- rzut dyskiem – 42,45 m (1909)
- pchnięcie kulą – 12.15 (1911)